# Relentless (album d'Yngwie Malmsteen)
Pour les articles homonymes, voir Relentless.
Albums de Yngwie Malmsteen
Angels of Love
(2009) Spellbound
(2012)
Relentless est le 17e album studio d'Yngwie Malmsteen, paru en novembre 2010.

## Composition du groupe
- Yngwie Malmsteen : guitare, basse
- Tim « Ripper » Owens : chant
- Patrick Johansson : batterie
- Nick Marino: claviers

## Liste des titres
Toutes les chansons sont écrites et composées par Yngwie Malmsteen.
| No  | Titre                                                | Durée |
| --- | ---------------------------------------------------- | ----- |
| 1.  | Overture                                             | 0:57  |
| 2.  | Critical Mass                                        | 4:09  |
| 3.  | Shot Across the Bow                                  | 4:39  |
| 4.  | Look at You Now                                      | 5:46  |
| 5.  | Relentless                                           | 4:58  |
| 6.  | Enemy Within                                         | 5:55  |
| 7.  | Knight of the Vasa Order                             | 6:07  |
| 8.  | Caged Animal                                         | 4:49  |
| 9.  | Into Valhalla                                        | 4:26  |
| 10. | Tide of Desire                                       | 5:42  |
| 11. | Adagio B Flat Minor Variation                        | 1:50  |
| 12. | Axe to Grind                                         | 4:46  |
| 13. | Blinded                                              | 4:28  |
| 14. | Cross to Bear                                        | 7:31  |
| 15. | Arpeggios from Hell (bonus pour l'édition japonaise) | 2:18  |

## Autour de l'album
- Quatre chansons au moins sont des compositions enregistrées pour Perpetual Flame mais non utilisées : Critical Mass, Enemy Within, Tide Of Desire et Blinded. Selon Tim « Ripper » Owens, « Chaque jour, les gens me demandent si je vais chanter sur ce nouvel album mais ta supposition est aussi bonne que la mienne. C'est fort possible car j'ai enregistré quelques chansons pour Perpetual Flame mais je devrais vérifier mon contrat pour voir s'ils ont le droit de les utiliser sur un autre disque. »[4] Ça laisse supposer que les deux autres chansons du disque, Blinded et Axe To Grind, sont des titres enregistrés en 2008.
- Le titre Blinded possède un riff emprunté à une chanson non utilisée pour l'album Facing the Animal nommée Playing With Fire. Cette ancienne chanson n'est absolument pas la même que celle qui apparaît sur l'album Alchemy et elle est écoutable sur le bootleg Facing Cozy's Imagination.
- Adagio B Flat Minor Variation est une relecture du fameux Adagio de Tomaso Albinoni qu'Yngwie avait déjà utilisé en 1984 dans l'instrumental Icarus Dream Suite Op. 4 sur l'album Yngwie J. Malmsteen's Rising Force. C'est un morceau de musique que le guitariste joue toujours sur scène à chaque concert avant Far Beyond The Sun.
- L'instrumental Knight Of The Vasa Order a un titre bien curieux, qui fait référence à une organisation plus que centenaire pour des natifs exilés de Suède qui devaient apprendre les us, coutumes et langage des USA. Par contre, il n'y a aucune loge de l'Ordre en Floride, lieu de résidence d'Yngwie.
- Le bonus Arpeggios From Hell avait déjà été enregistré en 2000 pour l'album War to End All Wars. Suivant les pays, le titre avait été renommé Molto Arpeggiosa car cet instrumental provient d'une vidéo pédagogique sortie en 2000, Full Shred, pour laquelle Yngwie avait composé cet instrumental mais pour l'album, il l'avait retravaillé et ajouté des parties, d'où ce nom plus élaboré. La nouvelle version sur Relentless est beaucoup plus proche du premier enregistrement pour la vidéo.
- C'est Yngwie qui chante sur Look At You Now, un titre venu très tard dans la confection du disque ce qui explique que ce soit le guitariste qui tienne le micro. C'est aussi la première fois qu'Yngwie chante sur autre chose qu'un titre bluesy puisque Look At You Now est hard-rock.
- Les paroles de Tide Of Desire avaient été imprimées par erreur dans le livret de l'album précédent, Perpetual Flame, probablement parce qu'Yngwie pensait inclure ce titre avant de se raviser alors que la fabrication du livret était déjà en cours.
- Selon www.blabbermouth.net[réf. nécessaire], l'album ne s'est écoulé qu'à 1600 exemplaires lors de la première semaine de mise en vente aux USA. Un score très loin du disque d'or obtenu par l'album Odyssey !
- Les paroles de Critical Mass évoquent la phobie d'Yngwie à propos des tremblements de terre, un phénomène qui l'avait poussé à quitter la Californie pour la Floride à la fin des années 80 et dont il avait déjà parlé dans la chanson Faultine sur l'album Eclipse en 1990.
- Le titre d'origine de Enemy Within est Divide & Conquer, des mots employés lors de la première phrase de la chanson.